# Gouvernement Tubas
Das Gouvernement Tubas (arabisch محافظة طوباس, DMG Muḥāfaẓat Ṭūbās) ist ein Gouvernement der Palästinensischen Autonomiebehörde bzw. des Staates Palästina. Es befindet sich im Norden des Westjordanlandes. Die Bezirkshauptstadt ist die Stadt Tubas. 
Nach Angaben des Palästinensischen Zentralbüros für Statistik hat das Gouvernement zur Jahresmitte 2017 60.927 Einwohner. Bis 2020 stieg diese Zahl auf 64.500 Einwohner.

## Demografie
Die Bevölkerung ist im Durchschnitt sehr jung und ca. 36,3 Prozent sind jünger als 15 Jahren, während nur 3,6 Prozent über 65 Jahre alt sind. 2017 waren 99,9 Prozent der Bevölkerung Muslime und 0,1 Prozent waren Christen oder sonstige. Einwohner jüdischer Siedlungen wurden dabei nicht erfasst. 54,1 Prozent der Gesamtbevölkerung waren im selben Jahr Flüchtlinge aus anderen Gebieten.
| Zensusjahr | Einwohnerzahl |
| ---------- | ------------- |
| 1997       | 36.609        |
| 2007       | 50.261        |
| 2017       | 60.927        |

## Orte
- Tubas
- 'Aqqaba
- Tammun